# خولمیلی
خولمیلی (به لاتین: Xolmili) یک منطقه مسکونی در جمهوری آذربایجان است که در شهرستان لنکران واقع شده‌است. خولمیلی ۲۳۳۶ نفر جمعیت دارد.

## ریشه واژه
خُل  در زبان تالشی به معنی رود یا شاخه‌ای از رود است. میلی اشاره به یک نام دارد. خولمیلی به معنای روستای میلی در کناره شاخه رودخانه است.